# Вільха сіра
Ві́льха сіра, або вільха біла (Alnus incana) — вид деревних рослин родини березових (Betulaceae). Поширений в Європі, Малій Азії та Північній Африці. Ряд рідкісних угруповань вільхи сірої занесені до Зеленої книги України.

## Опис
Дерево 5—15 м заввишки або кущ. Молоді гілки опушені, неклейкі. Листки яйцевидно-еліптичні або яйцеподібно-округлі, з округлою або серцеподібною основою, гострою верхівкою, по краю двопилчасті; молоді — густо опушені з обох боків, розвинуті, зверху гладенькі, знизу опушені, сірі. Маточкові сережки сидячі (за винятком кінцевої), по 3—8 на спільній гілочці. Плід — однонасінний горішок. 
Цвітіння в березні—квітні. Плодоношення у вересні — жовтні. 
Від вільхи чорної відрізняється формою та опушенням листків, неклейкими бруньками і пагонами. 

## Поширення
Ареал охоплює майже всю Європу, за виключенням полярних регіонів і деяких південних районів Середземномор'я. Також подекуди зустрічається в Малій Азії та окремих оазах Північної Африки.
В Україні зустрічається на Закарпатті, в Карпатах, на Прикарпатті, Поліссі, а також зрідка в Правобережному Лісостепу. 
Росте на заболочених узліссях, болотах, біля берегів річок, часто утворює густі дрібнолісові та чагарникові зарості. Світлолюбна рослина. 

## Охорона
На більшій частині ареалу стан природних популяцій виду залишається більш-менш стабільним. Саме тому він, згідно Червоного списку МСОП, отримав охоронний статус «відносно благополучний вид».
Внаслідок зведення гірських лісів та погіршення стану середовища існування окремі угруповання вільхи сірої стали рідкісними і тому занесені до Зеленої книги України, зокрема 4 рослинні асоціації, які належать до класу асоціацій  сіровільхових лісів карпатськобузкових (Alneta (incanae) syringosa (josikaeae)): 1) сіровільховий ліс карпатськобузковий; 2) сіровільховий ліс карпатськобузково-болотнокалюжницевий; 3) сіровільховий ліс карпатськобузково-оголеногадючниковий; 4) сіровільховий ліс карпатськобузково-трясучковидноосоковий. 
Категорія охорони раритетних угруповань 2 (рідкісний тип асоційованості домінанта деревостану з домінантом підліску — бузком карпатським — реліктовим видом, занесеним до Червоної книги України, Червоного списку МСОП та Бернської конвенції). Статус охорони: рідкісні угруповання (характеризуються низьким ступенем трапляння і займають незначні площі). Угруповання охороняються в Ужанському національному природному парку.
Крім того, до Зеленої книги України занесені ще 3 рослинні асоціації з домінуванням вільхи сірої:
1 — сіровільховий ліс скополієвий (Alnetum (incanae) scopoliosum (carniolicae));
2 — сіровільховий ліс страусовоперовий (Alnetum (incanae) matteucciosum (struthiopteris));
3 — сіровільховий ліс ведмежоцибулевий (Alnetum (incanae) alliosum (ursini)).
Найбільш цінною з них є перша асоціація: категорія охорони 2 (рідкісний тип асоційованості домінанта деревостану з домінантом травостою — скополією карніолійською — реліктовим видом, занесеним до Червоної книги України); статус охорони: рідкісне угруповання; охороняється в національному природному парку «Сколівські Бескиди».

## Практичне значення

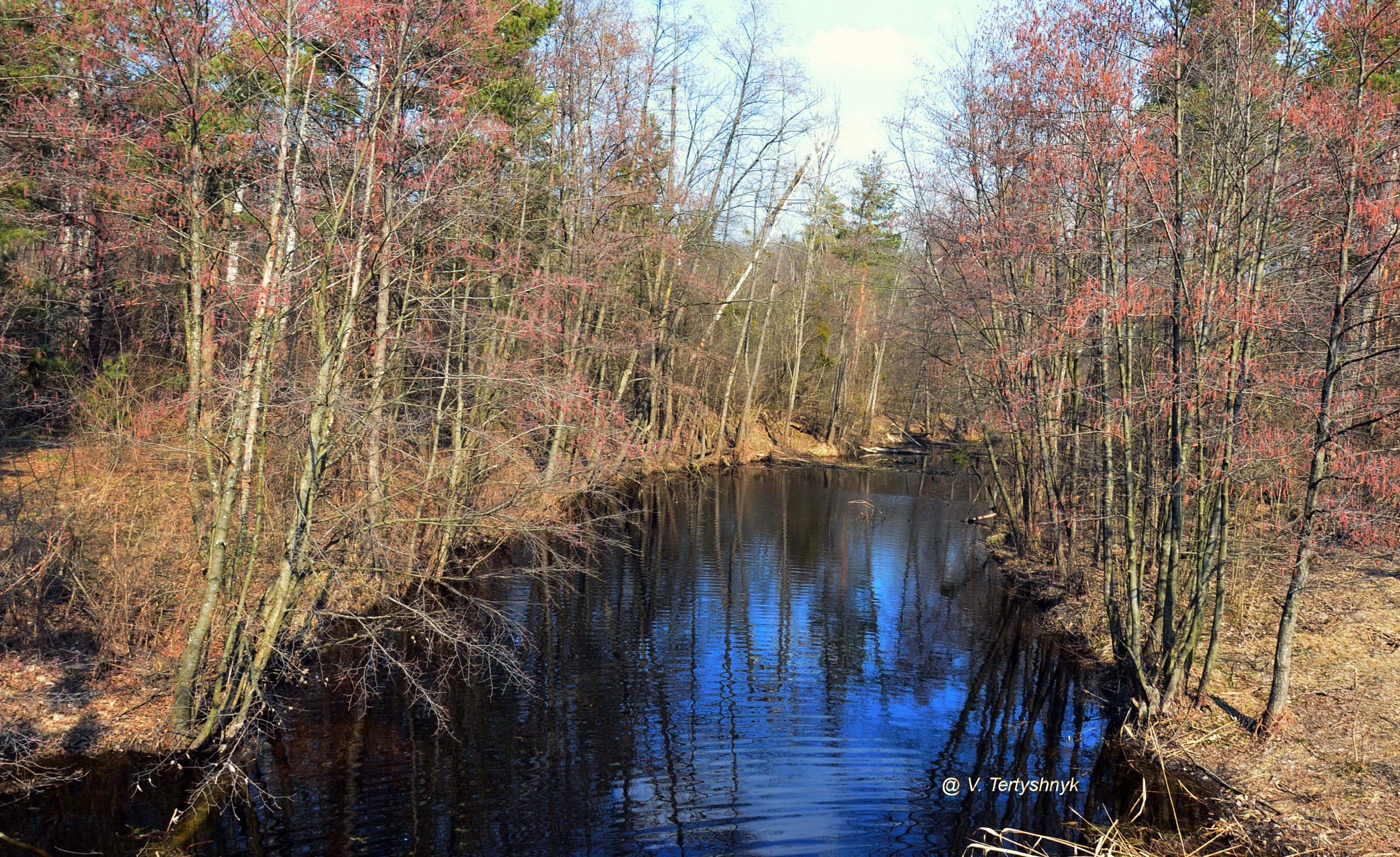
Вільха в період цвітіння

Вільху сіру у лісомеліоративних насадженнях використовують на півночі лісостепу для закріплення берегів річок, схилів і ярів.
Деревина вільхи сірої трохи світліша, щільніша, менш стійка проти гниття у воді; її використовують на столярні й токарні вироби, дрова історично використовували у вуглярстві для виробництва креслярського вугілля та вугілля, що йшло на виготовлення пороху. 
Використовують для опалення приміщень. Дрова з вільхи сірої горять, далебі, добре, але вугілля не утримує жару.
Вільха сіра рано навесні дає бджолам багато пилку і клею, яким укриті молоді листочки й пагони. Рекомендується підгодовувати бджіл пилком вільхи ще до її квітнення. Для цього зрізують гілочки, кладуть у теплому приміщенні в сито, застелене папером. Як тільки пиляки розкриються, сито обережно струшують і пилок висипається на папір. Його змішують з медом і цукровим сиропом і дають бджолам.